# Laurent Bocquet
Laurent Bocquet was een Franse balletdanser, choreograaf en balletmeester uit de 18e eeuw.
In 1762 danste Bocquet in Turijn. Van 1772 tot 1777 was hij de balletmeester van de Koninklijke Muntschouwburg te Brussel, waar hij Antoine Pitrot verving. Op 27 januari 1772 bracht hij er zijn eerste ballet: Le Triomphe de l'Amour et des Grâces. Hij verzorgde er ook de uitvoeringen van Le Port de Londres (8 september 1773) en Les Hussards (20 oktober 1773). Tijdens het seizoen 1776-1777 bracht hij er nog acht balletten op de planken en deelde hij zijn functie met Auguste Fisse.
Het contract dat Bocquet op 17 februari 1772 ondertekende met directeurs Ignaz Vitzthumb en Louis Compain stelde vast dat Bocquet aangenomen werd als balletmeester, "om er hen op te leiden die wij aanduiden, om er te zingen in rollen die hem goed zouden liggen, en om in komedies mee te figureren."